# Тальники (Самарская область)
Тальники — посёлок в Кинель-Черкасском районе Самарской области. Входит в состав сельского поселения Садгород.

## История
В 1973 г. Указом Президиума ВС РСФСР посёлок отделения № 5 совхоза «Отрадненский» переименован в Тальники.

## Население
| 2010 |
| ---- |
| 34   |